# Harald Kollegger

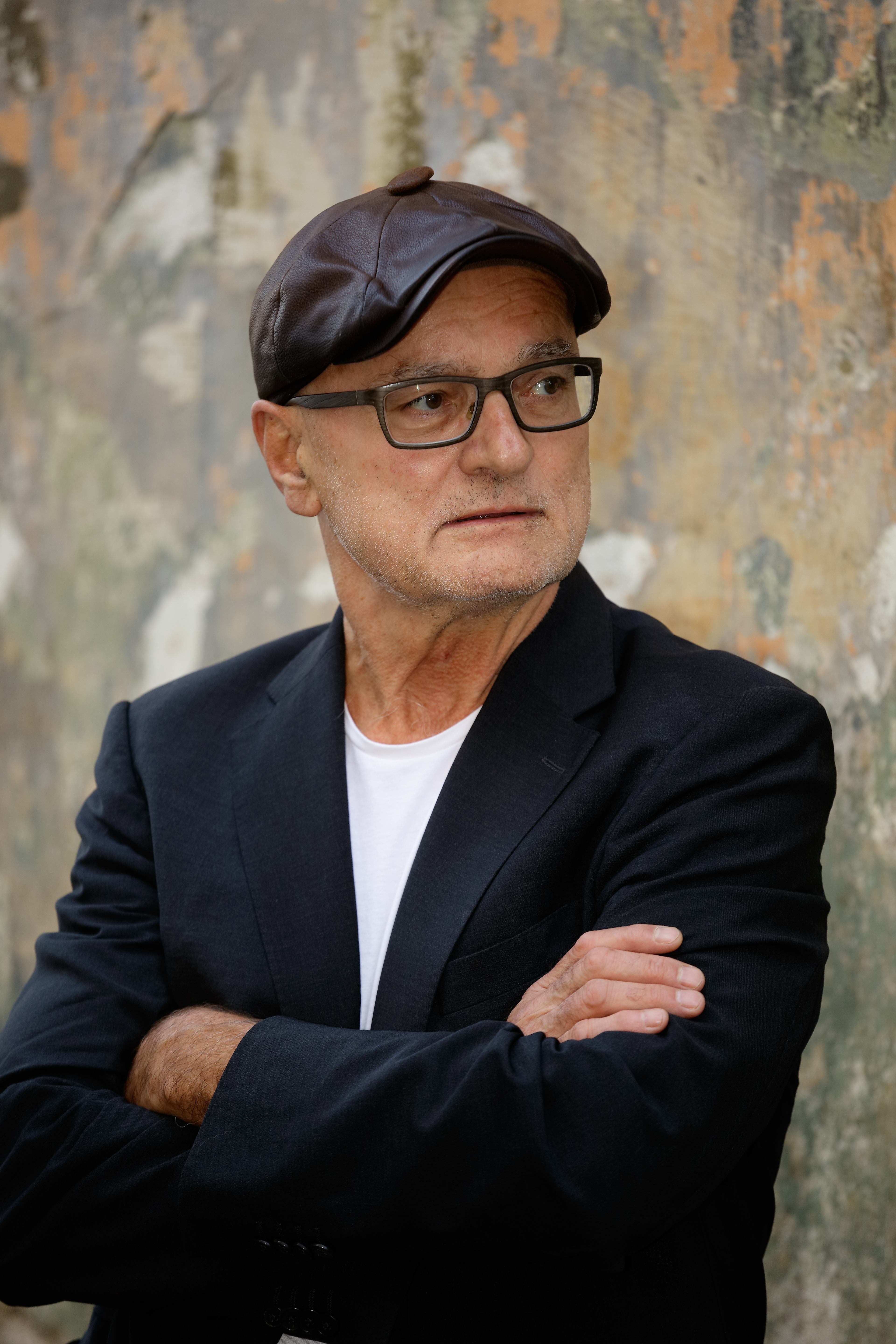
Harald Kollegger (2019)

Harald Kollegger (* 14. März 1955 in Bruck an der Mur; † 9. April 2024 in Melk) war ein österreichischer Neurologe und Schriftsteller.

## Biografie
Kollegger wuchs im Mürztal auf, legte am Bundesrealgymnasium (dem heutigen Herta-Reich-Gymnasium) in Mürzzuschlag die Matura ab und beendete 1981 das Studium der Humanmedizin an der Universität Graz. Zwischen 1976 und 1979 war er Mitherausgeber der Literaturzeitschrift „Nebelhorn“ und Studentenvertreter für die Liste Unabhängiger Mediziner. Von 1979 bis 1981 studierte er Soziologie.
Zwischen 1984 und 1989 absolvierte er die Facharztausbildung für Neurologie und Psychiatrie an der Medizinischen Universität Wien. Danach war er bis Dezember 1991 als Visiting Research Fellow am Department of Biochemistry des Trinity College Dublin tätig und habilitierte sich 1993 im Fach klinische Neurologie (Monographie Excitatory Amino Acids and Brain Damage (Facultas Verlag 1993, ISBN 3-85076-331-5)).
Von 1994 bis 2005 leitete er die Multiple-Sklerose-Ambulanz und das Forschungslabor für Neurologie der Medizinischen Universität Wien und absolvierte mehrere Zusatzausbildungen, u. a. in Neurolinguistischem Programmieren, Scientific Writing und Traditioneller Chinesischer Medizin. Seit 2008 war er Leiter der Polyneuropathie-Ambulanz im Allgemeinen Krankenhaus Wien.
Sein wissenschaftliches Œuvre umfasst 43 Originalartikel zu den Themen Chemoarchitektur des Gehirns, zerebrovaskuläre Erkrankungen und Multiple Sklerose, 15 Übersichtsartikel über Liquordiagnostik, Posturographie, Viskosimetrie und Neuro-AIDS sowie 10 Beiträge in neurologischen Fachbüchern.
2001 erschien im Haymon Verlag Innsbruck sein Roman „Sommerholz“. Seither war Harald Kollegger als Essayist, Lyriker und Romancier tätig und veröffentlichte Beiträge im ORF, in Anthologien und für das Musikfestival „Allegro Vivo“ sowie die Künstlervereinigung „Giro d’Arte“. 2011–2021 war er Vorstandsmitglied des Österreichischen PEN-Clubs, von April 2015 bis Dezember 2021 deren Vizepräsident.
Kollegger lebte und arbeitete von 2018 bis zu seinem Tode in Waidhofen an der Ybbs.

## Publikationen

### Einzeltitel
- Sommerholz oder Die Versprengten. Roman. Haymon Verlag, Innsbruck, 2001, ISBN 3-85218-349-9.
- Nur Briefe. 81 Miniaturen. edition pen Bd 3, im Löcker Verlag, Wien 2012, ISBN 978-3-85409-635-1.
- Pallawatsch & Palaver. Essays. edition pen Bd 12, im Löcker Verlag, Wien 2013, ISBN 978-3-85409-687-0.
- Frisch geladen. Lyrik. edition innsalz, Ranshofen 2015, ISBN 978-3-902981-30-1.
- Blutung im Felsenbein – Weinendes Ohr. Bericht. E-Book, edition innsalz, Ranshofen 2015, ISBN 978-3-902981-53-0.
- Nichts passiert. Langgedicht. edition pen Bd 50, Löcker Verlag, Wien 2016, ISBN 978-3-85409-829-4.
- Pelmos Schatten. edition pen Bd 102, im Löcker Verlag, Wien 2018, ISBN 978-3-85409-920-8
- Über alle Berge. Verlustanzeige, edition pen Bd 185, im Löcker Verlag, Wien 2021, ISBN 978-3-99098-043-9
- Über Heiterkeit in widrigen Zeiten. lenguas de tierra. Bd 2 korrektur verlag, Munderfing 2021, ISBN 978-3-9519832-7-1

### Herausgabe
- 23 + 23 = 1. Anthologie 90 Jahre PEN (mit Helmuth A. Niederle), eigener Beitrag: Nahe dem wilden Herzen/Clarice Lispector. Plattform Johannes Martinek Verlag, Perchtoldsdorf 2014, ISBN 978-3-9503683-0-7.
- Wortkörper. Anthologie PEN (mit Helmuth A. Niederle). Eigener Beitrag: Federn lassen – Corpora frivolarum. (Reihe: penyapaa) Löcker Verlag, Wien 2016, ISBN 978-3-85409-828-7.
- Allein essen ist wie allein sterben. Anthologie PEN (mit Helmuth A. Niederle). Eigener Beitrag: Denken macht traurig, Reim-Burleske in 3 Kurzaufzügen. (Reihe: penyapaa) Löcker Verlag, Wien 2016, ISBN 978-3-85409-835-5.
- Undicht – Dichtun – Dichdung. Anthologie PEN (mit Reinhart Hosch u. Helmuth A. Niederle). Eigener Beitrag: Undicht Gedicht Gemacht. (Reihe: penyapaa) Löcker Verlag, Wien 2018, ISBN 978-3-85409-948-2.
- Saure Äpfel, harte Nüsse, weiche Birnen. Anthologie PEN (mit Reinhart Hosch u. Helmuth A. Niederle). Eigener Beitrag: Saure Äpfel, harte Nüsse, weiche Birnen. (Reihe: penyapaa) Löcker Verlag, Wien 2018, ISBN 978-3-85409-949-9.
- Sehnsucht nach Europa – Auf der Suche nach dem verlorenen Paradies. Dokumentation der Europäischen Toleranzgespräche 2018. edition pen im Löcker Verlag (Bd. 126), Wien 2019, ISBN 978-3-85409-981-9.

### Übersetzung
- Pflaumen Regenfeucht. Erzählungen über die Jugend (= Chinesische Gegenwartsliteratur. Band 2, Hrsg. Wang Jing, Helmuth A. Niederle, Richard Trappl). Aus dem Englischen, Löcker Verlag, Wien 2014, ISBN 978-3-85409-715-0.
- Alecia McKenzie: Schätzchen. Roman. Aus dem jamaikanischen Englisch von Harald Kollegger. Band 177, Löcker Verlag, Wien 2020, ISBN 978-3-99098-053-8.
- MK Ajay: Krallen in Wasserhaut, Gedichte übertragen aus dem Englischen von Harald Kollegger, edition pen Bd 121, Erhard Löcker Verlag, Wien 2019, ISBN 978-3-85409-928-4.

### Beiträge
- E-Mail-Dialog mit Walter Grond und Kurt Lanthaler: Über die Wissenschaft und die Literatur für Autoren, Nicht-Leser und Leser. In: Walter Grond (Hrsg.): Vom neuen Erzählen – Gipfelstürmer und Flachlandgeher. Essays, Gespräche, E-Mail-Dialoge. Haymon Verlag, Innsbruck 2001, ISBN 3-85218-363-4.
- Klassentreffen. In: Jede andere Seite. 46 Kubinesken. Hrsg.: Alfred Rossi, Helmuth A. Niederle. Plattform Johannes Martinek Verlag, Perchtoldsdorf 2009, ISBN 978-3-9502672-1-1.
- Sandwiched between Shooting and Singing.. In: Time to Say: NO! Projekt des österreichischen PEN-Clubs. Hrsg.: Philo Ikonya, Helmuth A. Niederle. Löcker Verlag, Wien 2013, ISBN 978-3-85409-665-8.
- Dankbarkeitsaversion. In: Mitten im Satz – Fragmente. Anthologie 90 Jahre PEN. Hrsg.: Helmuth A. Niederle, Christian Teissl. Plattform Johannes Martinek Verlag, Perchtoldsdorf 2014, ISBN 978-3-9503683-1-4.
- Europa als seltsamer Attraktor. Gedankenspiel über ein beispielloses Experiment. In: Unser Europa. Kulturschaffende nehmen Stellung. Hrsg.: S. Dobesch, K. Svatek, PEN Niederösterreich. Böhlau Wien 2019, ISBN 978-3-205-23288-9